# Scottish Socialist Party (1998)
De Scottish Socialist Party (Schotse Socialistische Partij) (Schots-Gaelisch: Pàrtaidh Sòisealach na h-Alba) kan beschouwd worden als een links-nationalistische partij in Schotland. Net als de regerende Scottish National Party combineert zij een linkse ingesteldheid met een streven naar een onafhankelijk Schotland. Maar ze kan echter beschouwd worden als links-radicaler dan de regeringspartij.
Ondanks deze steun voor het Schotse separatisme verklaart de partij dat ze internationalistisch is, getuige de slogan "Socialism, independence, internationalism". Deze combinatie van links engagement en links-radicalisme is geen nieuwe uitvinding; ze kan op z'n minst teruggevoerd worden tot de activiteiten van John Maclean vanaf het einde van de Eerste Wereldoorlog.
De partij werd in 1998 opgericht door het samengaan van verschillende linkse groeperingen. Een jaar later werd Tommy Sheridan verkozen in het Schots Parlement. In 2003 kwamen daar nog vijf extra Schotse parlementsleden bij. Allicht mede door interne strubbelingen, waarbij Sheridan, verwikkeld in een seksschandaal de partij verliet om uiteindelijk een nieuwe partij, Solidarity, op te richten, verloor de partij in 2007 al haar mandatarissen, op één gemeenteraadslid na. Sherridan werd als partijwoordvoorder/partijleider ("Convenor") opgevolgd door Colin Fox.
Verder is de partij vooral bekend door haar tegenstand tegen de Irakoorlog. Er wordt haar, onder meer in Solidarity-kringen, verweten later niet gepast gereageerd te hebben op verdere protesten tegen deze oorlog, en te verworden zijn tot een sectaire organisatie. 
Gedurende enige tijd was de Schotse afdeling van het Comité voor een Arbeidersinternationale, waarvan de LSP de Belgische afdeling is, actief binnen de SSP, ongeveer zoals Offensief (organisatie) actief is binnen de Nederlandse SP. Sindsdien zijn zij actief binnen Solidarity. Dit is opvallend, aangezien de LSP een zeer kritische houding aanneemt t.o.v. het Vlaamse autonomie- en onafhankelijkheidsstreven.